# Люганвиль
Люганвиль (англ. , фр. и бисл. Luganville) — город в Вануату, второй по величине город страны после столицы. Расположен на острове Эспириту-Санто и является административным центром провинции Санма.

## Население
Согласно переписи 2009 года, население Люганвиля составило 13 484 человека. Население преимущественно состоит из коренных жителей — ни-вануату, меньшую часть составляют потомки выходцев из Европы и Китая.

## История

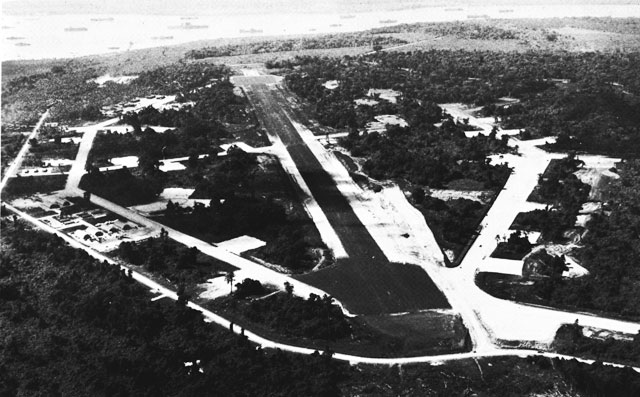
Военный аэродром Люганвиля использовался до 1970-х годов как гражданский

Город был основан как американская военно-морская база в 1942 году. На острове были построены три взлётно-посадочные полосы, покрытые коралловой крошкой, госпитали и дороги. Наследием военных лет стали широкие главные улицы города, ведущие к порту и вдоль пролива — по ним должна была свободно проезжать военная техника.
В октябре 1942 года у входа в главный пролив затонул, подорвавшись на мине, океанский лайнер President Coolidge, доставивший на остров более 5000 военных, боеприпасы, технику и пр. Поскольку капитану удалось посадить тонущий корабль на мель, потерь личного состава практически не было (погибло только 2 человека). Однако сам корабль с находившемся на нём военным имуществом скатился с гребня рифа и лёг на дно. Сейчас это место популярно у любителей дайвинга — в прозрачной воде хорошо видны палубы корабля и его оснастка.

## Экономика и инфраструктура
Люганвиль — портовый город. Его порт — один из наиболее загруженных портов Вануату. Основными экспортными товарами являются копра и какао-бобы. В городе работает больница, есть отделения четырёх банков. В связи с развитием туризма, всё больше становится небольших гостиниц, ресторанов и сувенирных лавок.
Город обслуживается международным аэропортом Санто-Пекоа.